# 9P
9P (или протокол файловой системы Plan 9 или Styx) — сетевой протокол, разработанный для распределённой операционной системы Plan 9 для организации соединения компонентов операционной системы Plan 9. Ключевыми объектами системы Plan 9 являются файлы — ими представлены окна, сетевые соединения, процессы, и почти всё, что доступно в операционной системе Plan 9. В отличие от NFS, 9P поддерживает кэширование и обслуживание синтетических файлов (например /proc для представления процессов).
Исправленная версия 9P для 4 редакции Plan 9, которая была значительно улучшена, получила имя 9P2000. В последней версии операционной системы Inferno также используется 9P2000, который носит название Styx, но технически он всегда являлся вариантом реализации 9P.
Другая версия 9P, 9p2000.u, была переработана для лучшей поддержки окружения Unix. Серверная реализация 9P для Unix, u9fs, включена в дистрибутив Plan 9. Драйвер клиента для Linux является частью проекта v9fs. Протокол 9P и его производные реализации находят применение во встраиваемых системах, как, к примеру, Styx в проекте Brick.

## Серверные приложения
Многие из приложений операционной системы Plan 9 могут выступать в качестве серверов 9P. Например:
- Acme — многооконный текстовый редактор и оболочка операционной системы;
- Rio — оконная система Plan 9;
- Plumber — механизм взаимодействия процессов;
- wikifs: файловая система Plan 9, представляющая вики-страницы в 2 формах: в виде веб-страниц, и в виде текстовых файлов, обрабатываемых Acme.

## Реализация
Протокол 9p посылает следующие сообщения между клиентами и серверами. Эти сообщения соотносятся с точками входа в виртуальную файловую систему Plan 9, реализация которой предоставляется любым сервером 9p.
| Сообщение    | Действие                                                                                 | Man-страница на официальном сайте Plan 9         |
| ------------ | ---------------------------------------------------------------------------------------- | ------------------------------------------------ |
| version      | Согласование версий протокола                                                            | Negotiate protocol version                       |
| error        | Возвращение ошибки                                                                       | Return an error                                  |
| flush        | Прерывание сообщения                                                                     | Abort a message                                  |
| auth, attach | Сообщения для установки соединения                                                       | Messages to establish a connection               |
| walk         | смена каталога, передвижение дереву каталогов                                            | Descend a directory hierarchy                    |
| create, open | Подготовка обработчика (fid) для операций ввода-вывода над существующим или новым файлом | Prepare a fid for I/O on an existing or new file |
| read, write  | Передача данных из файла или в файл                                                      | Transfer data from and to a file                 |
| clunk        | Закрытие обработчика (fid), такой обработчик становится недействительным                 | Forget about a fid                               |
| remove       | Удаление файла с сервера                                                                 | Remove a file from a server                      |
| stat, wstat  | Запрос атрибутов файла или их изменение                                                  | Inquire or change file attributes                |